# Nina Nunes
Nina Ann Nunes (Weston, Florida; 3 de diciembre de 1985) es una artista marcial mixta estadounidense retirada, que competía en la división de peso mínimo de la Ultimate Fighting Championship.

## Primeros años
Nunes nació y creció en Weston (Florida). Sus abuelos maternos procedían de la actual Macedonia del Norte. Nunes comenzó a practicar taekwondo a los 6 años de edad. Practicó la lucha libre mientras estudiaba en la Lake Region High School. Empezó a entrenar en artes marciales mixtas en 2009 como una forma de perder peso y para ayudar a mantenerse en forma después de un accidente de moto.

## Carrera de artes marciales mixtas
Nunes debutó como profesional en 2010, y acumuló un récord de 5-3 antes de unirse a Invicta FC.

### Invicta FC
Nunes hizo su debut promocional contra Munah Holland el 7 de diciembre de 2013 en Invicta FC 7. Nunes ganó la pelea vía TKO en el tercer asalto y obtuvo el premio extra de Knockout of the Night.

### Ultimate Fighting Championship
Nunes debutó en Ultimate Fighting Championship (UFC) contra Juliana Lima el 8 de noviembre de 2014 en el UFC Fight Night 56, combate que perdió Nunes por decisión unánime.
Se esperaba que Nunes se enfrentara a Rose Namajunas el 23 de mayo de 2015 en el UFC 187. Nina Nunes perdió el peso en su primer intento en los pesajes, llegando a 4 libras de sobrepeso en 120 libras. Después de no haber hecho ningún intento de recortar más, fue multada con el 20% del cobro por la lucha, que fue a parar a Namajunas. Sin embargo, el día del evento, los médicos de la UFC retiraron a Nunes del combate tras contraer un caso de gripe. Como resultado, Namajunas fue retirada del evento por completo.
La siguiente vez que Nunes se enfrentó a Justine Kish fue en el UFC 195 el 2 de enero de 2016 y perdió la pelea por decisión unánime.
Nunes se enfrentó a Jocelyn Jones-Lybarger en UFC Fight Night: Rodríguez vs. Penn el 15 de enero de 2017. Ganó la pelea por sumisión en el tercer asalto.
Nunes se enfrentó a Angela Hill en UFC Fight Night: Poirier vs. Pettis el 11 de noviembre de 2017. Ganó la pelea por decisión unánime.
Nunes se enfrentó a Randa Markos el 28 de julio de 2018 en UFC on Fox: Alvarez vs. Poirier 2. Ganó la pelea por decisión unánime.
Nunes se enfrentó a Cláudia Gadelha el 8 de diciembre de 2018 en el UFC 231. Ganó la pelea por decisión unánime.
Nunes se enfrentó a Tatiana Suárez el 8 de junio de 2019 en el UFC 238. Perdió la pelea por decisión unánime.
El 10 de octubre de 2019, Nunes anunció que pondría su carrera de artes marciales mixtas en espera para intentar tener su primer hijo. Los intentos fueron exitosos ya que en marzo de 2020, su esposa Amanda Nunes anunció que la pareja está esperando su primer hijo, que nacerá a finales de ese año. Nina Nunes dio a luz a una hija en septiembre de 2020.
Nunes se enfrentó a Mackenzie Dern el 10 de abril de 2021 en UFC on ABC 2. Perdió el combate por armbar en el primer asalto.
Nunes estaba programada para enfrentarse a Amanda Lemos el 18 de diciembre de 2021 en UFC Fight Night 199. Sin embargo, Nunes fue retirada del combate por una razón no revelada y fue sustituida por Angela Hill.

### Ascenso a la división de peso mosca
Tiene programado un combate contra Cynthia Calvillo en peso mosca el 9 de julio de 2022 en UFC Fight Night 209.

## Vida personal
Nunes está casada con la también exluchadora de la UFC Amanda Nunes, ex campeona del peso gallo femenino de la UFC y ex campeona del peso pluma. El 6 de marzo de 2020, anunció que estaba esperando una niña, cuya fecha de parto sería en septiembre de 2020. La pareja dio la bienvenida a una hija el 24 de septiembre de 2020. En abril de 2021 comenzó a utilizar el apellido Nunes dentro de la UFC. Su pelea del 10 de abril contra Mackenzie Dern fue su primer combate con su nuevo apellido.

## Récord en artes marciales mixtas
| Resultado | Récord | Oponente               | Método                      | Evento                                 | Fecha                    | Ronda | Tiempo | Localización |
| --------- | ------ | ---------------------- | --------------------------- | -------------------------------------- | ------------------------ | ----- | ------ | ------------ |
| Victoria  | 11–7   | Cynthia Calvillo       | Decisión (split)            | UFC on ESPN 41                         | 13 de agosto de 2022     | 3     | 5:00   | San Diego    |
| Derrota   | 10–7   | Mackenzie Dern         | Sumisión (armbar)           | UFC on ABC: Vettori vs. Holland        | 10 de abril de 2021      | 1     | 4:48   | Las Vegas    |
| Derrota   | 10–6   | Tatiana Suarez         | Decisión (unánime)          | UFC 238                                | 8 de junio de 2019       | 3     | 5:00   | Chicago      |
| Victoria  | 10–5   | Cláudia Gadelha        | Decisión (unánime)          | UFC 231                                | 8 de diciembre de 2018   | 3     | 5:00   | Toronto      |
| Victoria  | 9–5    | Randa Markos           | Decisión (unánime)          | UFC on Fox: Alvarez vs. Poirier 2      | 28 de julio de 2018      | 3     | 5:00   | Calgary      |
| Victoria  | 8–5    | Angela Hill            | Sumisión (rear-naked choke) | UFC Fight Night: Poirier vs. Pettis    | 11 de noviembre de 2017  | 3     | 5:00   | Norfolk      |
| Victoria  | 7–5    | Jocelyn Jones-Lybarger | Decisión (unánime)          | UFC Fight Night: Rodríguez vs. Penn    | 15 de enero de 2017      | 3     | 3:39   | Phoenix      |
| Derrota   | 6–5    | Justine Kish           | Decisión (unánime)          | UFC 195                                | 2 de enero de 2016       | 3     | 5:00   | Las Vegas    |
| Derrota   | 6–4    | Juliana Lima           | Decisión (unánime)          | UFC Fight Night: Shogun vs. St. Preux  | 8 de noviembre de 2014   | 3     | 5:00   | Uberlândia   |
| Victoria  | 6–3    | Munah Holland          | TKO (golpes)                | Invicta FC 7: Honchak vs. Smith        | 7 de diciembre de 2013   | 3     | 3:54   | Kansas City  |
| Victoria  | 5–3    | Aylla Caroline Lima    | TKO (golpes)                | Premier Fight League 10                | 15 de junio de 2013      | 1     | 1:25   | Serrinha     |
| Victoria  | 4–3    | Trisha Clark           | TKO (golpes)                | Centurion Fights                       | 1 de marzo de 2013       | 2     | 2:14   | St. Joseph   |
| Victoria  | 3–3    | Tyra Parker            | Sumisión (armbar)           | Wild Bill's Fight Night 51             | 15 de diciembre de 2012  | 2     | 2:00   | Duluth       |
| Victoria  | 2–3    | Jessica Doerner        | TKO (golpes)                | The Cage Inc.: Battle at the Border 11 | 24 de noviembre de 2012  | 1     | 1:52   | Hankinson    |
| Derrota   | 1–3    | Casey Noland           | Sumisión (rear-naked choke) | The Cage Inc.: Battle at the Border 10 | 30 de julio de 2011      | 1     | 1:18   | Hankinson    |
| Derrota   | 1–2    | Barb Honchak           | Decisión (unánime)          | Crowbar MMA: Spring Brawl 2            | 29 de abril de 2011      | 3     | 5:00   | Grand Forks  |
| Derrota   | 1–1    | Carla Esparza          | Decisión (split)            | Crowbar MMA: Winter Brawl              | 10 de diciembre de 2010  | 3     | 5:00   | Grand Forks  |
| Victoria  | 1–0    | Catia Vitoria          | Decisión (unánime)          | Crowbar MMA: Fall Brawl                | 11 de septiembre de 2010 | 5     | 5:00   | Fargo        |

## Enlaces personales
- Nina Ansaroff en Instagram
- Nina Ansaroff en X (antes Twitter)
- Esta obra contiene una traducción  derivada de «Nina Nunes» de Wikipedia en inglés, publicada por sus editores bajo la Licencia de documentación libre de GNU y la Licencia Creative Commons Atribución-CompartirIgual 4.0 Internacional.

- Datos: Q19366433